# Іваньків (Новгород-Сіверський район)
Іва́ньків — село в Україні, у Понорницькій селищній громаді Новгород-Сіверського району Чернігівської області. Населення становить 583 осіб. До 2020 орган місцевого самоврядування — Крисківська сільська рада.

## Символіка
На гербі зображений золотий плуг, срібний спис та квітка барвінку. Плуг символізує працьовитість місцевих мешканців і сільське господарство, спис - першу літеру назви села і цілеспрямованість. Чорний колір і плуг що наче вгризається в чорнозем  - родючі землі, зелений - Мезинський національний природний парк.

## Історія
12 червня 2020 року, відповідно до розпорядження Кабінету Міністрів України № 730-р «Про визначення адміністративних центрів та затвердження територій територіальних громад Чернігівської області», увійшло до складу Понорницької селищної громади.
19 липня 2020 року, в результаті адміністративно-територіальної реформи та ліквідації Коропського району, увійшло до складу Новгород-Сіверського району Чернігівської області.

## Відомі люди
- Крамаревський Леонід Миколайович — підполковник Армії УНР.[3]